# L'Invitation au voyage
Pour les articles homonymes, voir L'Invitation au voyage (homonymie).

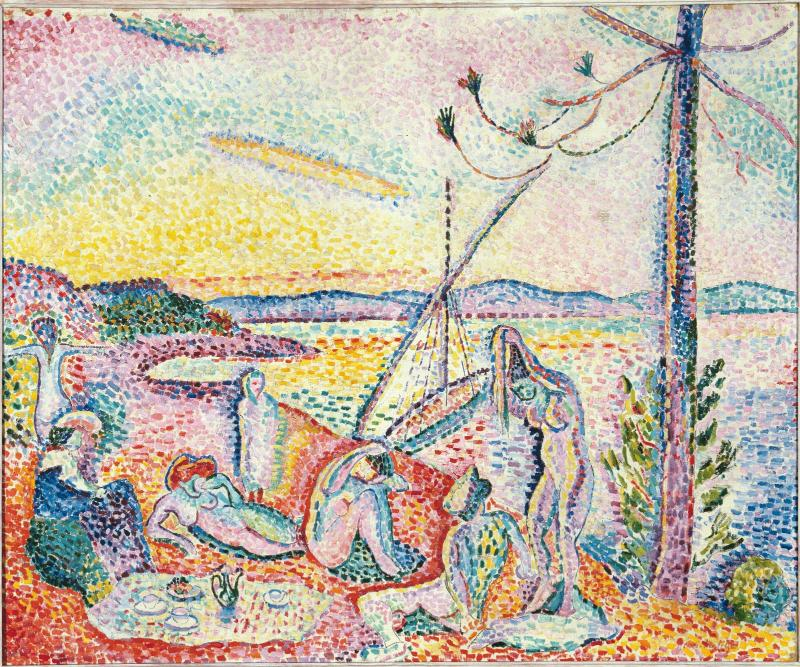
Luxe, calme et volupté, par Henri Matisse, inspiré par L'Invitation au voyage

L'Invitation au voyage est le titre de deux poèmes de Charles Baudelaire. L'un, en vers, figure dans le recueil Les Fleurs du mal (1857), numéro LIII (53) de la première section intitulée "Spleen et Idéal" ; l'autre est en prose, publié en 1869 dans le recueil Le Spleen de Paris (numéro XVIII).
Dans le poème en vers, le poète décrit à sa bien-aimée Marie Daubrun un pays idéal (inspiré de la Hollande) où ils pourraient s'installer ensemble. On y trouve les célèbres vers :
“Là, tout n'est qu'ordre et beauté,
Luxe, calme et volupté.“ (ter)

## Utilisation dans d'autres œuvres
- La mise en musique de ce poème de Baudelaire la plus célèbre est celle composée par Henri Duparc en 1870[1]. Le texte y est incomplet, le compositeur ayant écarté la deuxième strophe.
- En 1870 également, Emmanuel Chabrier publie une mise en musique du poème complet pour voix, piano et basson[2].
- En 1892, Maurice Rollinat a mis en musique ce poème de Baudelaire.
- En 1904, Henri Matisse utilise le célèbre vers comme titre pour son tableau Luxe, Calme et Volupté.
- Léo Ferré en a réalisé une nouvelle mise en musique dans son album Les Fleurs du mal en 1957, l'année du centenaire de la publication du recueil. Le poème cette fois-ci est complet.
- Les Inconnus, dans un de leurs sketchs parodiques où ils incarnent le groupe de hard rock « Dousseur de vivre », reprennent les célèbres vers susmentionnés dans le refrain de la chanson Poésie.
- À son tour, l'album Cyfry de Wojciech Płocharski contient l'interprétation du poème en polonais.
- En 1999, Manlio Sgalambro et Franco Battiato ont réalisé une traduction italienne en forme de chanson dans l'album Fleurs.
- En 2016, le groupe Superbus, dans la troisième piste de son album Sixtape, Soul Sister, reprend à intervalle régulier les trois premiers vers du poème.